# سيرجي ديريفيانشينكو
سيرجي ديريفيانشينكو (بالأوكرانية: Дерев'янченко Сергій В'ячеславович)‏ (مواليد 31 أكتوبر 1985) هو ملاكم أوكراني، مثّل بلاده في الألعاب الأولمبية الصيفية 2008.

## روابط خارجية
سيرجي ديريفيانشينكو على موقع بوكس ريك (الإنجليزية) (registration required)
- سيرجي ديريفيانشينكو على موقع اللجنة الأولمبية الدولية (الإنجليزية)
- سيرجي ديريفيانشينكو على موقع أوليمبيديا (الإنجليزية)